# كريستيان تسيمرمان
كريستيان تسيمرمان ((بالألمانية: Christian Zimmermann)، كريستيان بروهة سابقا Brühe، ولد في 12 ديسمبر 1961) مروض خيول فلسطيني، ألماني المولد. مثّل فلسطين في ألعاب الفروسية العالمية عام 2014 في نورماندي حيث حصل على المرتبة 68 في منافسة الترويض الفردية مع فرسه سينكو دي مايو. وبذلك أصبح أول فلسطيني ينافس في ألعاب الفروسية العالمية. سيمثل فلسطين في الترويض في أولمبياد 2016.

## روابط خارجية
- كريستيان تسيمرمان على موقع الاتحاد الدولي للفروسية (الإنجليزية)
- كريستيان تسيمرمان على موقع FEI (رابط بديل) (الإنجليزية)
- كريستيان تسيمرمان على موقع أوليمبيديا (الإنجليزية)